# Villingili (Male)
Villingili (Vilimalé) – miejscowość na Malediwach; na atolu Male; Według danych na rok 2014 liczyła 7790 mieszkańców.